# Hanøbugten
Hanøbugten eller Hanöbukten er en bugt ved Østersøen mellem Skåne og Blekinge nord for Bornholm.
Bugten strækker sig fra Listerlandet i nord til Stenshoved i syd. Vigtige byer ved bugten er Sölvesborg, Åhus og Kivik. Bugten har sit navn fra øen Hanø ud for Blekinges sydkyst. Helgeåen munder ud i bugten. Fiskeriet af især sild, torsk og ål er betydeligt.
Bugtens nordlige del har mange fine sandstrande.
55°51′00″N 14°20′00″Ø / 55.85°N 14.3333°Ø